# Liu Yumei
Liu Yumei (förenklad kinesiska: 刘玉梅; traditionell kinesiska: 劉玉梅; pinyin: Liú Yùméi), född den 17 juli 1961, är en kinesisk handbollsspelare.
Hon tog OS-brons i damernas turnering i samband med de olympiska handbollstävlingarna 1984 i Los Angeles.